# حمض الفوليك
حمض الفوليك هو حمض عضوي وفيتامين يتحول في الجسم إلى ملح الفولات، وهو معروف أيضا باسم فيتامين بي9، والفولاسين، وهو أحد فيتامينات بي. يستخدم حمض الفوليك المصنع، الذي يحوله الجسم إلى الفولات، كمكمل غذائي وفي إغناء الطعام لأنه أكثر استقرارا أثناء المعالجة والتخزين. الفولات مطلوب للجسم لصنع الحمض النووي والحمض النووي الريبي واستقلاب الأحماض الأمينية اللازمة لانقسام الخلايا ونمو خلايا الدم. نظرا لأن البشر لا يستطيعون صنع الفولات، فهو مطلوب في النظام الغذائي، مما يجعله عنصرا غذائيا أساسيا. يحدث بشكل طبيعي في العديد من الأطعمة. المدخول اليومي الموصى به للبالغين من حمض الفوليك في الولايات المتحدة هو 400 ميكروغرام من الأطعمة أو المكملات الغذائية.
يستخدم الفولات في شكل حمض الفوليك لعلاج فقر الدم الناجم عن نقص الفولات. يستخدم حمض الفوليك أيضا كمكمل غذائي من قبل النساء أثناء الحمل للحد من خطر عيوب الأنبوب العصبي (NTDs) لدى الطفل. يعتقد أن المستويات المنخفضة في الحمل المبكر هي سبب أكثر من نصف الأطفال المولودين بأمراض الأنبوب العصبي. يستخدم أكثر من 80 بلدا إما التحصين الإلزامي أو الطوعي لبعض الأطعمة التي تحتوي على حمض الفوليك كتدبير لخفض معدل عيوب الأنبوب العصبي. ترتبط المكملات طويلة الأجل بكميات كبيرة نسبيا من حمض الفوليك بانخفاض طفيف في خطر الإصابة بالسكتة وزيادة خطر الإصابة بسرطان البروستاتا. هناك مخاوف من أن كميات كبيرة من مكملات حمض الفوليك يمكن أن تخفي نقص فيتامين بي12.
عدم استهلاك ما يكفي من الفولات يمكن أن يؤدي إلى نقص الفولات. قد يؤدي ذلك إلى نوع من فقر الدم تصبح فيه خلايا الدم الحمراء كبيرة بشكل غير طبيعي. قد تشمل الأعراض شعور بالتعب، خفقان القلب، ضيق في التنفس، قرح مفتوحة على اللسان، وتغييرات في لون الجلد أو الشعر. قد يتطور نقص الفولات عند الأطفال في غضون شهر من سوء المدخول الغذائي. في البالغين، يتراوح إجمالي الفولات الطبيعي في الجسم بين 10 و30 ملغ مع مستويات دم أكبر من 7 نانومول / لتر (3 نانوغرام / مل). في البلازما، يتراوح نطاق الفولات الطبيعي من 150 إلى 450 نانومتر.
تم اكتشاف الفولات بين عامي 1931 و1943. إنه مدرج في قائمة منظمة الصحة العالمية للأدوية الأساسية. مصطلح «فوليك» مشتق من الكلمة اللاتينية فوليوم (التي تعني الأوراق) لأنه وجد في الخضروات الورقية الخضراء الداكنة.

## الوظائف
الوظيفة الاستقلابية الرئيسة لمركب تتراهيدروفولات نقل الزمر أحادية الكربون (مثل زمرة الميثيل (مجموعة الميثيل)، زمرة الميثيلين، زمرة الألدهيد). يمكن نقل هذه الزمر الكربونية إلى جزيئات أخرى ضمن عمليات التعديل أو الاصطناع الحيوي للكثير من الجزيئات الحيوية. الفولات ضرورية من أجل اصطناع الدنا وتعديل الدنا والرنا، واصطناع الميثيونين من الهوموسيستئين، والكثير من التفاعلات الأخرى المتعلقة بالاستقلاب الخلوي. تعرف هذه التفاعلات مجتمعةً بالاستقلاب أحادي الكربون المتواسط بالفولات.

### التوصيات اليومية
بسبب الاختلاف في التوافر الحيوي بين حمض الفوليك الصناعي والأنواع المختلفة من الفولات الموجودة في الأطعمة، أنشئ نظام المكافئ الغذائي للفولات. يُعرّف المكافئ الغذائي للفولات بأنه 1 ميكروغرام من الفولات من المصادر الغذائية. يكافئ 1 ميكروغرام من حمض الفوليك في المكملات الغذائية 1.7 ميكروغرام من المكافئ الغذائي للفولات. السبب أن حمض الفوليك المُضاف إلى الأغذية أو الموجود في المكملات يُمتص بنسبة 85% بينما يُمتص نحو 50% من الفولات الموجودة في الطعام من الأمعاء.
تُعرّف الأكاديمية الوطنية للطب في الولايات المتحدة الحاجة الوسطية التقديرية، والكمية اليومية الموصى بها، والمدخول المناسب، والحد الأعلى المسموح به، ويشار إلى القيم السابقة معًا باسم المدخول الغذائي المرجعي (أو الكمية الغذائية المرجعية). تشير الهيئة الأوروبية لسلامة الأغذية إلى هذه المعلومات الغذائية بالقيم المرجعية الغذائية، وتستخدم تسمية المدخول المرجعي السكاني عوضًا عن الكمية اليومية الموصى بها، والحاجة الوسطية عوضًا عن الحاجة الوسطية التقديرية، وتبقى التسميتان المدخول المناسب والحد الأعلى المسموح به على حالهما. يكون المدخول المرجعي السكاني للنساء والرجال فوق 18 عامًا 330 ميكروغرام/يوم. وعند الحامل 600 ميكروغرام/يوم، وعند المرضع 500 ميكروغرام/يوم. عند الأطفال بين 1-17 عامًا، يزداد المدخول المرجعي السكاني مع التقدم في العمر، من 120 إلى 270 ميكروغرام/يوم. تختلف هذه القيم قليلًا عن قيم الولايات المتحدة. القيمة المرجعية الغذائية في المملكة المتحدة التي وضعتها لجنة الجوانب الطبية للأطعمة والتغذية في عام 1991، هي 200 ميكروغرام/يوم للبالغين.

### الأمان
خطر التسمم بحمض الفوليك منخفض لأن الفولات فيتامين منحل بالماء يُصفّى بشكل منتظم من الجسم من خلال البول. واحدة من المشاكل المحتملة المرتبطة بتناول جرعات عالية من حمض الفوليك تأثيره المُقنّع لفقر الدم الخبيث الناتج عن عوز فيتامين بي12، ودوره في تسريع المظاهر العصبية الناتجة عن عوز فيتامين بي12 أو مفاقمتها. يبرر هذا الدليل وجود حد أعلى مسموح به عند تناول الفولات. في العموم، يوضع الحد الأعلى للفيتامينات والمعادن عندما يوجد دليل كاف. الحد الأعلى المسموح به للبالغين هو 1,000 ميكروغرام للفولات (وأقل من ذلك عند الأطفال) ويشير بشكل خاص إلى حمض الفوليك المستخدم في المكملات الغذائية، إذ لا توجد مخاطر صحية عند تناول كميات كبيرة من الفولات الموجودة في المصادر الغذائية. راجعت الهيئة الأوروبية لسلامة الأغذية مسألة الأمان هذه ووافقت الولايات المتحدة بأن الحد الأعلى المسموح به 1,000 ميكروغرام. حدد المعهد الوطني للصحة والتغذية في اليابان الحد الأعلى للبالغين بقيمة 1,300 أو 1,400 ميكروغرام تبعًا للعمر.
وجدت مراجعات التجارب السريرية التي درست تناول حمض الفوليك لفترة طويلة من الزمن بكميات تتجاوز الحد الأعلى المسموح به ما يدعو للقلق. الكميات الكبيرة من حمض الفوليك الموجود في المكملات مقلقة أكثر من الكميات الكبيرة المأخوذة من مصادر طبيعية والنسبة بين فيتامين بي9 وبي12 يمكن أن تكون عاملًا مهمًا في التأثيرات السلبية. تفسر واحدة من النظريات الأمر بأن تناول كميات كبيرة من حمض الفوليك يجعل مستويات حمض الفوليك في الدوران قابلة للكشف لأن الإنزيم الذي يحول حمض الفوليك إلى الشكل الفعال حيويًا، ديهيدروفولات ريدوكتاز، محدَد السرعة. الأدلة على التأثيرات السلبية لوجود حمض الفوليك في الدم غير مثبتة، وليس لحمض الفوليك أي وظيفة إنزيمية مساعدة يمكنها أن تُعلل تأثير وجود حمض الفوليك في الدم في تطور مرض ما. لكن المستويات المنخفضة من الفيتامين بي 12 بالترافق مع تناول حمض الفوليك بكثرة، بالإضافة إلى الإمراضية العصبية المذكورة سابقًا، تزيد من خطر العجز المعرفي عند كبار السن. الاستخدام طويل الأمد للمكملات الغذائية الحاوية لحمض الفوليك بجرعة تفوق 1,000 ميكروغرام/يوم يرتبط بارتفاع خطر الإصابة بسرطان البروستات.

## النقص
يمكن أن يحدث نقص الفولات عند اتباع حمية غذائية غير صحية لا تحتوي كميات كافية من الخضراوات والأغذية الأخرى الغنية بالفولات؛ الأمراض التي تترافق بانخفاض امتصاص الفولات من الجهاز الهضمي (مثل داء كرون أو الداء البطني)؛ بعض الاضطرابات الجينية التي تؤثر على مستويات الفولات؛ بعض الأدوية (مثل فينتوئين وسلفاسالازين وتريميتوبريم-سلفاميتوكسازول). يتسارع نقص الفولات عن طريق استهلاك الكحول، وربما عن طريق التدخل في نقل الفولات.
يؤدي نقص الفولات إلى التهاب اللسان، الإسهال، الاكتئاب، الارتباك، فقر الدم، عيوب الأنبوب العصبي والعيوب الدماغية عند الأجنة. تشمل الأعراض الأخرى التعب، الشعر الرمادي، قروح الفم، ضعف النمو، وتورم اللسان. يتم تشخيص نقص الفولات من خلال تحليل تعداد الدم الكامل (CBC) ومستويات فيتامين بي12 والبلازما والفولات. يشير حمض الفوليك في المصل البالغ 3 ميكروغرام / لتر أو أقل إلى نقص. يعكس مستوى الفولات في المصل حالة الفولات، ولكن مستوى الفولات في خلايا الدم الحمراء يعكس بشكل أفضل مخازن الأنسجة بعد تناوله. يشير مستوى الفولات في خلايا الدم الحمراء البالغ 140 ميكروغرام / لتر أو أقل إلى عدم كفاية حالة حمض الفوليك. يتفاعل الفولات في المصل بسرعة أكبر مع تناول الفولات من الفولات في خلايا الدم الحمراء.
نظرا لأن نقص الفولات يحد من انقسام الخلايا، يتم إعاقة تكون الكريات الحمر (إنتاج خلايا الدم الحمراء). هذا يؤدي إلى فقر الدم الضخم الأرومات، الذي يتميز بخلايا الدم الحمراء الكبيرة غير الناضجة. تنجم هذه الإمراضية عن المحاولة الفاشلة لمضاعفة الدنا وإصلاح الدنا وانقسام الخلايا بشكل طبيعي، فتنتج خلايا حمراء كبيرة تدعى الأرومات العملاقة (والعدلات مفرطة التفصص) مع سيتوبلازما وافرة قادرة على تركيب الرنا والبروتينات، لكن ذلك يترافق بتكثف وتكسر الكروماتين النووي. تُطرح بعض هذه الخلايا الكبيرة، رغم أنها غير ناضجة (شبكيات)، من نقي العظم في محاولة للتعويض عن فقر الدم. يحتاج الكبار والصغار إلى تناول الفولات ليتمكنوا من تصنيع الكريات الحمراء والبيضاء وللوقاية من فقر الدم، الذي يسبب التعب والضعف وعدم القدرة على التركيز.
تشير زيادة مستويات الهوموسيستين إلى نقص الفولات في الأنسجة، ولكن الهوموسيستين يتأثر أيضا بفيتامين بي12، فيتامين بي6، وظائف الكلى، والوراثة. تتمثل إحدى الطرق للتمييز بين نقص الفولات ونقص فيتامين بي12 في اختبار مستويات حمض الميثيل مالونيك (MMA). المستويات الطبيعية من هذا الحمض تشير إلى نقص الفولات والمستويات المرتفعة منه تشير إلى نقص فيتامين بي12. يتم علاج نقص الفولات بحمض الفوليك التكميلي عن طريق الفم من 400 إلى 1000 ميكروغرام يوميا. هذا العلاج ناجح جدا في تجديد الأنسجة، حتى لو كان النقص ناتجا عن سوء الامتصاص. يحتاج الأشخاص الذين يعانون من فقر الدم الضخم الأرومات إلى اختبار نقص فيتامين بي12 قبل العلاج بحمض الفوليك، لأنه إذا كان الشخص يعاني من نقص فيتامين بي12، فإن مكملات حمض الفوليك يمكن أن تزيل فقر الدم، ولكن يمكن أن تؤدي أيضا إلى تفاقم المشاكل العصبية. قد يؤدي نقص الكوبالامين (فيتامين بي12) إلى نقص الفولات، مما يزيد بدوره من مستويات الهوموسيستين وقد يؤدي إلى تطور أمراض القلب، الأوعية الدموية، أو العيوب الخلقية.

## الفوليك في الغذاء
الخضروات المورقة مثل السبانخ، واللفت الأخضر، الخس، والفاصوليا والبازلاء المجففة. كما يوجد حامض الفوليك بكثرة في الكرنب والقرنبيط والفراولة والفلفل الرومي بأنواعه الخضراء والحمراء والصفراء والخرشوف. وبذور عباد الشمس وغيرها من الفواكه والخضراوات مصادر غنية من الفولات. والكبد يحتوي أيضا على كميات عالية من الفولات، وكذلك خميرة الخبازين. بعض حبوب الإفطار الكاملة (الجاهزة للأكل، وغيرها) تحتوي على 25 ٪ إلى 100 ٪ من الكمية الغذائية الموصى بها(RDA) لحمض الفوليك. ويمكن الاطلاع على جدول مصادر الغذاء المختارة للفولات وحمض الفوليك في قاعدة بيانات وزارة الزراعة والمغذيات الوطنية الموحدة كمرجع قياسي.
حمض الفوليك يمكن أن يوجد بمستويات عالية في بعض النباتات. الكثيرون، على أية حال، لا يأكلون كفايتهم من هذه النباتات للحصول على الكميات الضرورية لحامض الفوليك، مما يؤدي إلى نقص حمض الفوليك. نقص حمض الفوليك يؤثر سلبا على تكوين الدم.
المصابون بمرض حساسية القمح، مدمني الخمور، أو المصابين بمرض تهيّج الأمعاء، هم على خطر أعلى من غيرهم بالنسبة لنقص حامض الفوليك.

## التأثيرات الصحية

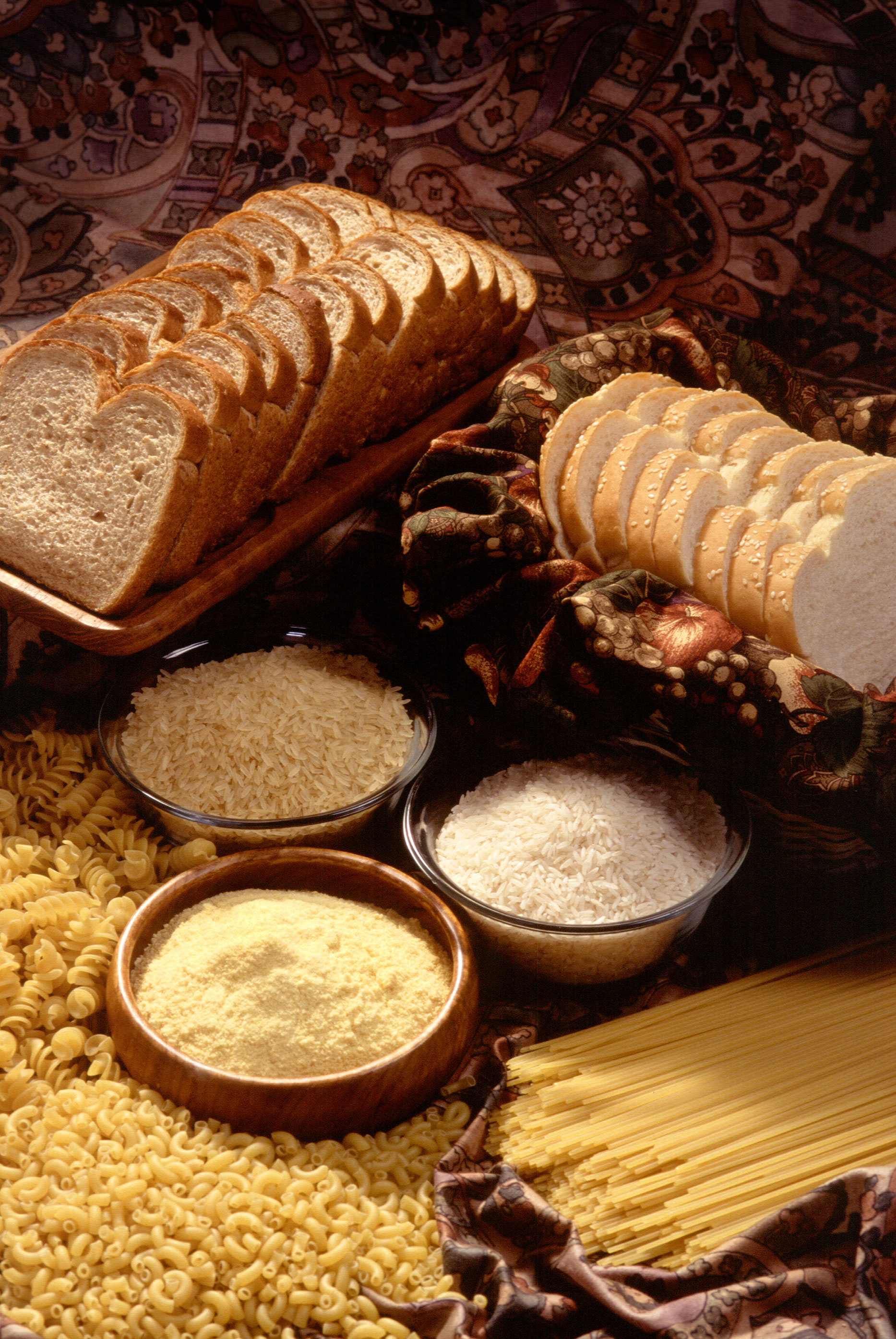
تطعم منتجات الحبوب في الولايات المتحدة على حمض الفوليك.

الفولات يلعب دورًا هامًا في فترات الانقسام المتكررة للخلايا ونموها، كفترة الحمل والطفولة.  نقص الفولات يعيق تكون الحمض النووي وانقسام الخلايا، مما يؤثر بشكل أكبر على الخلايا المكونة للدم والأورام
بسبب كثرتها في انقسام الخلايا. ولا يؤثر نقص الفولات بشكل كبير على انتساخ الحمض النووي الريبي (RNA) ومايتبعه من تخليق البروتين، وذلك لأن الرنا المرسال يمكن إعادة تدويره واستخدامه مجددًا (خلافاً لتكوين الحمض النووي، حيث يستوجب إنشاء نسخة جينومية جديدة).

### الخصوبة
يساهم الفولات في تكوين الحيوانات المنوية. ويساهم أيضًا في جودة البويضات ونضجها، وتكوين المشيمة ونمو الجنين وتطور الأعضاء.

### الحمل
وُجدت علاقة بين تناول حمض الفوليك خلال الحمل وخطر أقل لعيوب في الأنبوب العصبي لدى الجنين. بالإضافة، كشف تحليل تلوي انخفاض بـ 28% خطر حدوث مرض قلبي خلقي لدى الجنين عند تناول الأمهات مكملات حمض الفوليك خلال فترة الحمل.

### السكتة الدماغية
تقل نسبة الخطر المطلق للسكتة الدماغية بنسبة ٤.٤% إلى ٣.٨% عند تناوله كمكمل غذائي وتقل ١٠% في الخطر النسبي. وأفادت تحاليل بعدية أخرى نتائج مشابهة في تقليل الخطر النسبي.

### أمراض القلب
تناول حمض الفوليك على مدى سنوات قلل من خطر الإصابة بأمراض القلب والأوعية الدموية بنسبة 4%، بينما وجدت دراسة أخرى أنه لم يؤثر على خطر الإصابة بأمراض القلب والأوعية الدموية، على الرغم من أنه يخفض مستويات الهوموسيستيين.

### السرطان
النقص المزمن للفولات قد يزيد من احتمالية الإصابة بسرطان القولون والمستقيم، والثدي، والمبايض، والبنكرياس، والدماغ، والرئة، وعنق الرحم، والبروستاتا.
تستند الدراسات على تناول حمض الفوليك من الغذاء ومكملات الفولات فيما يتعلق بمخاطر السرطان على كفاية الاستهلاك المزمن. استيعات كمية غير كافية من حمض الفوليك بشكل مزمن (أقل من المستوى الموصى به: 400 ميكروغرام يوميًا)

### الاكتئاب
نقص حمض الفوليك عن المعدل المطلوب في الجسم يؤدي إلى اكتئاب نفسي شديد.[بحاجة لمصدر]

### الذاكرة
أظهرت دراسة طبية حديثة أن حمض الفوليك يحسن من عمل الذاكرة.
وكشفت التجربة التي قام بها علماء هولنديون أن تناول 800 ميكروجرام من حمض الفوليك يومياً ولمدة ثلاث سنوات يحسن من أداء الذاكرة ومن تجديد نشاطها في حين يؤثر نقص الحمض على منطقة قرن آمون في الدماغ المسؤولة عن التعامل مع الذكريات.

### السمنة
أثبتت دراسة بحثية أن حمض الفوليك يثبط نشاط إنزيم الليباز البنكرياسي والليباز الميكروبي، مما يجعله مكمل غذائي محتمل لمكافحة السمنة وداء المبيضات. يعتبر تثبيط إنزيمات الليباز إستراتيجية علاجية للسمنة وذلك لتقليل تفكيك الدهون الغذائية في الجهاز الهضمي وبالتالي تقليل نسبة امتصاصها.

## النموذج الكيميائي له
الأشكال التالية هي نماذج توضج تركيب حمض الفوليك والشكل الفراغي لذراته.

رسمة للتكوين الكيميائي للفوليك.
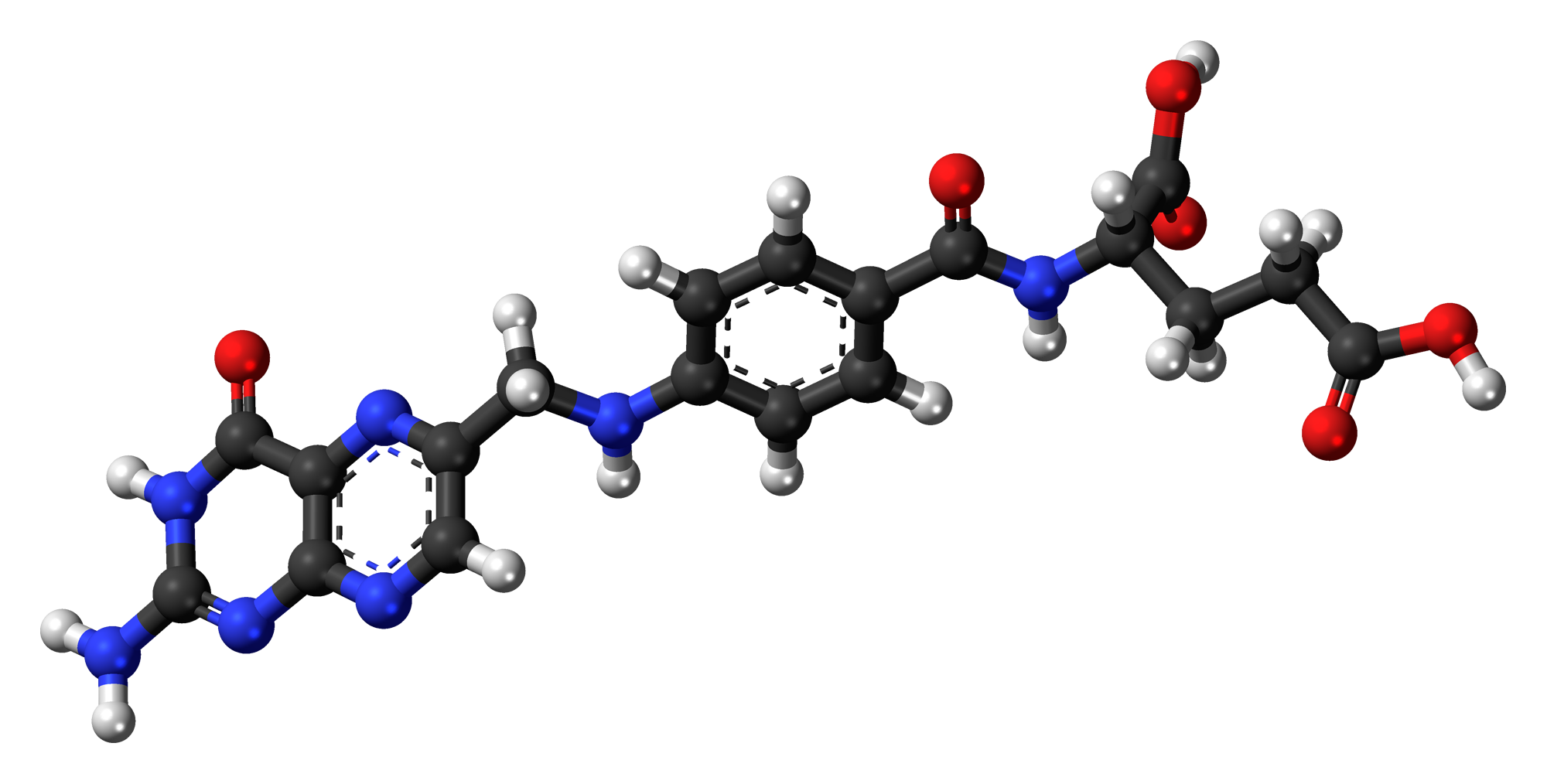
نموذج الكرة والعصا لحمض الفوليك.
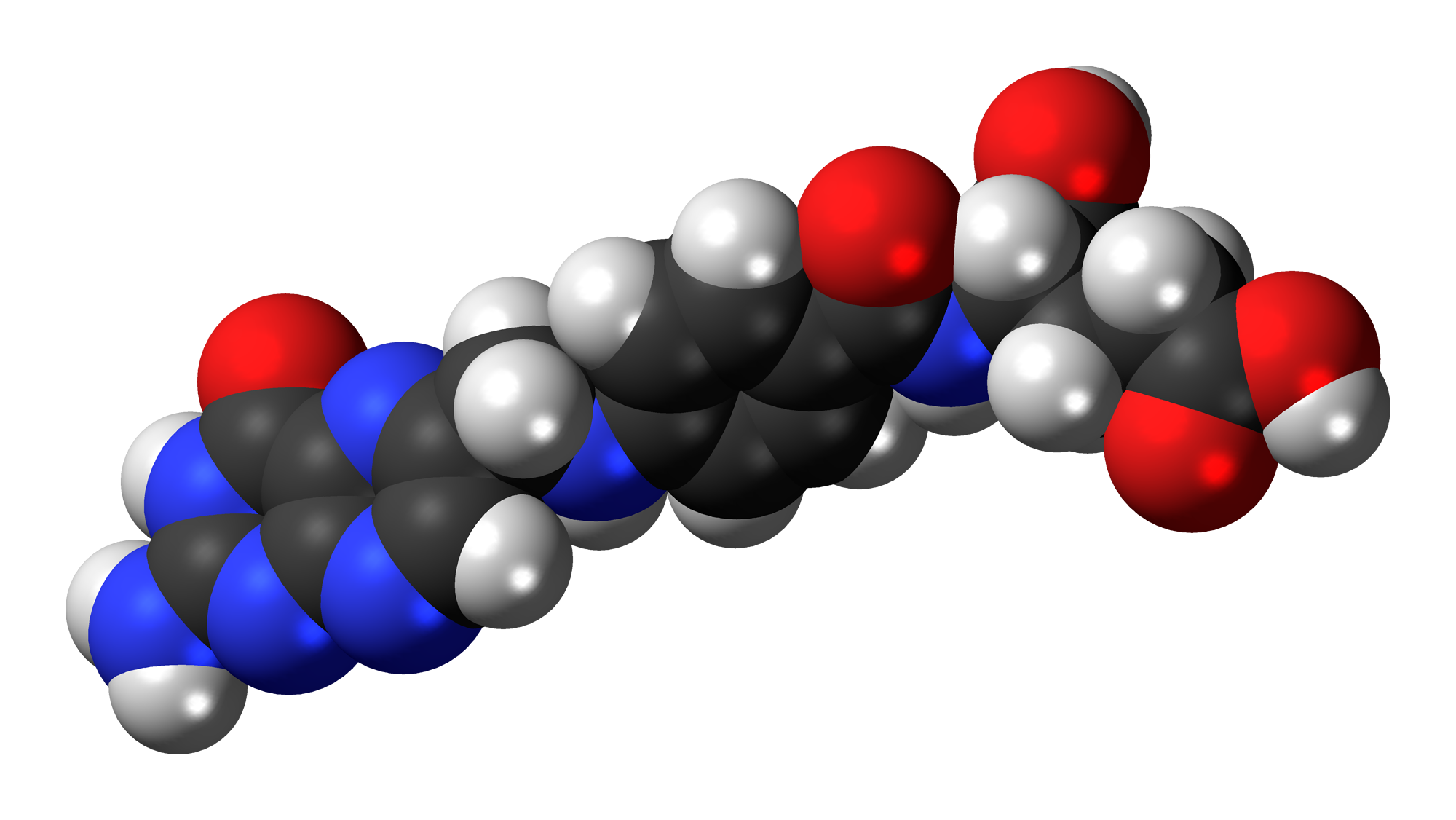
نموذج ملء الفراغ لحمض الفوليك.